# Revuelta de Buckinghamshire y Oxfordshire de 1549
La revuelta de Buckinghamshire y Oxfordshire de 1549 fue una rebelión rural que tuvo lugar en el período Tudor bajo el mandato del lord protector de Eduardo VI, Edward Seymour, primer duque de Somerset. Parte de una serie de disturbios en todo el país, tuvo lugar al mismo tiempo que la rebelión del Libro de Oración Común o el Levantamiento Occidental y por muchas de las mismas razones: descontento en la presentación en junio de 1549 del Libro de Oración Común, alimentado por la angustia económica y el resentimiento en los recintos de tierra común. La rebelión de Kett, que se centró en los recintos, tuvo lugar en el mismo mes, contribuyendo a una creciente sensación de desorden nacional en lo que popularmente se conoció después como «el tiempo de la conmoción».

## La revuelta

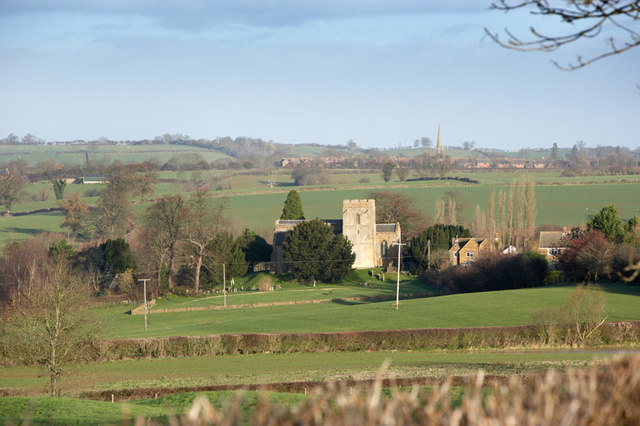
La iglesia de Barford St. Michael. Su vicario, James Webbe, fue uno de los líderes del levantamiento de 1549, y posteriormente fue ejecutado en Aylesbury.

Basado principalmente en el hecho de que, a diferencia de otros rebeldes, fue posteriormente juzgado en Londres, es probable que James Webbe, el vicario de Barford St Michael, fuera el capitán de la revuelta. Otros cabecillas fueron un agricultor rico, Thomas Bouldry o Bowldry de Great Haseley y Henry Joyes, vicario de Chipping Norton.
A diferencia del levantamiento en Devon y Cornualles, no parece que haya ningún gentilicio involucrado, y la mayoría de aquellos cuyos nombres iban a ser asociados con el levantamiento eran agricultores, artesanos o sacerdotes parroquiales. La supresión rápida del levantamiento significó que las demandas específicas de los rebeldes no fueron documentadas, aunque probablemente fueron similares a las del levantamiento de Cornualles -reincorporación de los Seis Artículos y la liturgia latina- con agravios locales adicionales. Joyes, en Chipping Norton, parece haberse unido al levantamiento porque los efectos de los actos de capillas, lo habían dejado para administrar únicamente a 800 parroquianos.
Es probable que el resentimiento local en cercamientos también desempeñara un papel, particularmente en Great Haseley, donde Thomas Bouldry había sido arrendatario de la granja de Sir John Williams en Rycote House fue atacado por una mafia que posteriormente irrumpió en su casa y bebió vino y cerveza. Hubo algunos disturbios menores en el cercamiento en Buckinghamshire el año anterior, aunque la respuesta de las autoridades fue indulgente. La primera evidencia clara de una respuesta oficial a la Revuelta es una carta de Somerset, el Protector del rey, con fecha del 10 de julio, en la que se refiere a personas «recién reunidas» en Buckinghamshire.  El día 12 describió a Lord Russell -esperando refuerzos para reprimir el levantamiento en el sudoeste- un «un agitamiento aquí en Bucks. Y en Oxfordshire por instigación de sacerdotes», añadiendo «mantenerlos para venderse».
El levantamiento ganó impulso y después de un breve retraso, las fuerzas fueron enviadas a mediados de julio bajo el militar William Gray, 13º Barón Grey de Wilton. Le acompañaban 1500 soldados mercenarios principalmente alemanes y suizos, en camino a la supresión de los disturbios de West Country. El lugar donde la fuerza de Gray enfrentó a los rebeldes a menudo se cree que fue Enslow Hill en Oxfordshire, aunque también se ha sugerido un campamento cerca de Chipping Norton. El rey Eduardo anotó el resultado en su diario del 18 de julio:

A Oxfordshire, el señor Gray de Wilton fue enviado con 1500 jinetes y lacayos; cuya venida con el montaje de caballeros del país, hizo estallar a los rebeldes, que muchos de ellos corrieron por allí, y otros que se demoraron fueron matados, algunos capturados y otros ahorcados.

Inmediatamente después de la llegada de las tropas, hubo indicios de que el Consejo Privado empezaba a arrepentirse de haber empleado a lansquenetes  de tierras alemanas en Oxfordshire, ya que se informó que la gente amenazaba con no dejar vivo ni a un extranjero en Inglaterra.

## Consecuencias

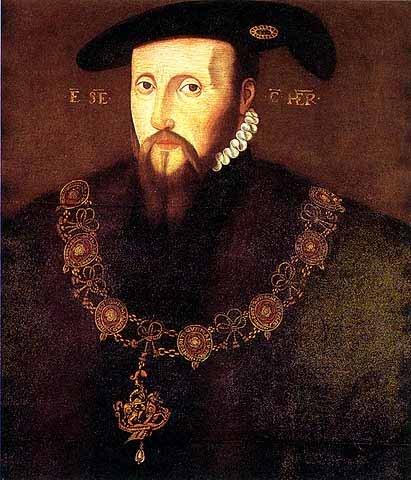
Aunque simpatizaba con muchos manifestantes contrarios al cercamiento, Edward Seymour, el Lord Protector, ordenó la represión del levantamiento en Oxfordshire. Su respuesta a las rebeliones de 1549 fue fundamental en su caída ese mismo año..

Las órdenes dadas el 19 de julio por Lord Gray a sus lugartenientes dejan en claro que hubo un gran número de ejecuciones sumarias inmediatamente después del enfrentamiento en Enslow Hill, pero de los aproximadamente 200 prisioneros capturados, alrededor de una docena de cabecillas, una mezcla de sacerdotes y pequeños hacendados, se ordenó que fueran ejecutados por traición en varias ciudades. Las ejecuciones se llevarían a cabo en los respectivos días de mercado de las ciudades y las cabezas de las víctimas se dispondrían en el lugar más alto disponible «para el terror de las personas malvadas». James Webbe fue ahorcado, arrastrado y descuartizado en Aylesbury el 22 de agosto, y se ejecutaron condenas de muerte a Joyes, quien fue ahorcado encadenado desde la propia torre de su iglesia, Bouldry, y sus asociados. Sin embargo, no todos los nombrados para morir fueron ejecutados, incluido John Wade, el vicario de Bloxham, a quien también se ordenó que fuera colgado de su propio campanario: se salvó y todavía vivía en Bloxham en 1553. Un número de los hombres de Buckinghamshire también se salvaron, con los perdones emitidos para Thomas Kyghtley, George y Thomas Willatt, John Warde y Edward Barton siendo la única información restante sobre los insurgentes de Buckinghamshire.
A pesar de los perdones extendidos a algunos cabecillas, el levantamiento en general parece haber sido sofocado con la misma fuerza implacable y la brutalidad que caracterizaron la respuesta a la Rebelión del Libro de Oración Común, donde se alegaron masacres en gran escala. Lord Gray necesitó poco estímulo para actuar con severidad y está claro que se llevaron a cabo muchas más ejecuciones que la docena especificada en su orden del 19 de julio.
Los disturbios en todo el país de 1549 iban a jugar un papel en la caída de Somerset ese mismo año, ya que otros miembros del Consejo Privado lo culparon por el descontento y lo criticaron por su respuesta, que variaba en gran medida entre los liberalmente tolerantes y los draconianos. Somerset parece haber tenido una gran simpatía con los manifestantes contra el cercamiento, al menos con los rebeldes de inspiración religiosa. Somerset seguía siendo una figura de odio para los conservadores religiosos, y su eliminación definitiva del poder en enero de 1550 fue recibida con alegres demostraciones en Oxford.

## Historiografía e influencia
El levantamiento se registró pobremente, especialmente en Buckinghamshire, y posteriormente fue casi olvidado, incluso en los registros oficiales. Sin embargo, parece haber sido recordado en su área local. Medio siglo después, los recuerdos populares de su supresión sirvieron como una inspiración parcial de un intento posterior, el levantamiento de Oxfordshire de 1596: su líder Bartholomew Steer convocó a los rebeldes a una reunión en Enslow Hill, donde dijo que «los [1549] rebeldes fueron convencidos para volver a casa, y luego fueron ahorcados como perros». Aunque el levantamiento tuvo lugar muchos años antes de la vida de Steer, nació en Hampton Poyle, y podía haberse enterado de ello cuando trabajó en Rycote, cuyo titular fue ahorcado después de los acontecimientos de 1549.
Las interpretaciones académicas posteriores de la revuelta han variado. A. Vere Woodman, escribiendo el primer estudio detallado de las fuentes en 1957, argumentó que había poca relación aparente con las protestas contra el cercamiento que había tenido lugar en 1548 y que la revuelta fue en gran parte resultado del conservadurismo en la materia de la liturgia, junto con la amenaza de confiscación de bienes eclesiásticos y la supresión de las capillas. Algunos comentaristas posteriores, como Beer (2005), han tratado de enfatizar el aspecto anti cercamiento de la rebelión.